# Herhaling van zetten
Herhaling van zetten kan in een bordspel ontstaan als de spelers vanuit een bepaalde stelling na een aantal zetten opnieuw in die stelling terechtkomen en daarna weer dezelfde zetten doen op weg naar dezelfde stelling. Het spel vordert dan niet, zodat men meestal (afhankelijk van de spelregels) de partij als onbeslist (remise) zal beschouwen. 
Herhaling van zetten kan wel degelijk een doel hebben. Dat doel kan zijn tijdwinst, het bereiken van remise of de tegenstander in verwarring brengen en deze nog even in het ongewisse laten over de echte bedoelingen. 
Soms kan slechts één speler redelijkerwijs de herhaling van zetten onderbreken. De speler die sterker staat, zal zich genoodzaakt zien de herhaling van zetten ergens te staken, anders wordt het remise. De speler die zwakker staat, zal juist remise nastreven als hij de kans krijgt.

## Tijdwinst
Tijdens een wedstrijdpartij wordt de tijd bijgehouden met een schaakklok; elk der spelers krijgt een beperkte tijd toegewezen voor een bepaald aantal zetten. Zelden wordt die tijd gelijkelijk over de zetten verdeeld; hoe verder men in de partij geraakt, des te ingewikkelder of onbekender wordt de stelling, en des te meer tijd heeft de speler nodig om na te denken. Dit leidt aan het einde van de toegewezen tijd, als "de vlag op vallen staat", zeer veelvuldig tot tijdnood: in enkele seconden moet nog een aantal zetten worden gedaan. Dan kan tijd gewonnen worden door herhaling van zetten.

## Schaken
Indien in een schaakpartij driemaal dezelfde stelling ontstaat (met dezelfde speler aan zet), kan de speler die aan zet is, reglementair remise claimen. Een speler die in een verloren stelling is geraakt, of die een zoveel sterkere tegenstander heeft dat hij op voorhand al blij is met remise, zal daarom soms die situatie nastreven. Hieruit volgt omgekeerd dat een speler die niet op remise uit is, voorzichtig moet zijn met zettenherhaling in tijdnood; hij moet dat niet te vaak doen om te voorkomen dat de tegenstander remise kan opeisen.
Soms kan het lang duren voordat er werkelijk drie keer dezelfde stelling op het bord is geweest, want het aantal mogelijke stellingen is zeer groot. Deze situatie kan zich voordoen als een speler met loper en paard tegen de koning alleen strijdt. In een dergelijk geval kan de Vijftigzettenregel van toepassing zijn.

## Go
Bij go is herhaling van zetten verboden. Dit is de ko-regel. Anders gezegd, het is verboden een zet te doen waardoor een stelling ontstaat die al eerder voorkwam. Zonder deze regel zou bijna elke partij onbeslist eindigen, want deze situatie doet zich veelvuldig voor. 

## Figuurlijk gebruik
In figuurlijk taalgebruik wordt met herhaling van zetten wel bedoeld dat deelnemers aan een discussie hun argumenten slechts herhalen, zodat er geen vordering wordt gemaakt. Ook bij handelingen kan de uitdrukking worden toegepast: iemand bewerkstelligt een bepaalde situatie, een ander verandert dat, de eerste zorgt er weer voor dat de uitgangssituatie wordt hersteld, enzovoort.